# Salzweiher
Der Salzweiher ist ein künstlich angelegter kleiner Stausee und liegt im Staatswald des Fichtelgebirges östlich von Warmensteinach (Ortsteil Fleckl) im Landkreis Bayreuth. Gespeist wird er vom Oberlauf des Flusses Warme Steinach, der am Südosthang des Ochsenkopfes entspringt.

## Name
Rätsel gibt der Name auf, denn Salzvorkommen hat es im Fichtelgebirge nicht gegeben. Wie einer 1791 in Erlangen erschienenen Reisebeschreibung entnommen werden kann, hat es in der Seelohe beim Fichtelsee tatsächlich Versuche gegeben, nach Salz zu graben. Trotz jahrelangen Suchens hatte man nichts gefunden und alle Kosten vergeblich aufgewendet. Vielleicht wurden auch in der Umgebung des Salzweihers Grabungsversuche unternommen, wovon dann das Gewässer seinen Namen erhielt.

## Bergbau
Sichere Erkenntnisse liegen vor, dass beim Salzweiher Bergbau auf Eisenglimmer stattfand. Das Erz, das in schuppiger Form oder großblätterig und krummschalig auftritt und an Quarzgänge gebunden ist, fand man am Gleißingerfels bei Fichtelberg, bei Grassemann, in Geyersberg und bei Fleckl, Ortsteile der Gemeinde Warmensteinach. An den abbauwürdigen Stellen trat es in einem halben bis vier Meter mächtigen Schlieren auf. Auch heute noch findet man um den Salzweiher Belegstücke von Quarz mit Eisenglimmer.

## Karte
- Fritsch Wanderkarte Nr. 52 Naturpark Fichtelgebirge und Steinwald, Maßstab 1:50.000